# Eleição municipal de Betim em 2020
A eleição municipal da cidade de Betim em 2020 ocorreu no dia 15 de novembro em turno único, com o objetivo de eleger um prefeito, um vice-prefeito e 23 vereadores responsáveis pela administração da cidade, que se iniciará em 1° de janeiro de 2021 e com término em 31 de dezembro de 2024. O prefeito Vittorio Medioli, do Partido Social Democrático (PSD) foi reeleito com 76,34% dos votos válidos.
Originalmente, as eleições ocorreriam em 4 de outubro (primeiro turno) e 25 de outubro (segundo turno, caso necessário), porém, com o agravamento da pandemia de COVID-19 no Brasil, as datas foram modificadas.

## Contexto político e pandemia
As eleições municipais de 2020 estão sendo marcadas, antes mesmo de iniciada a campanha oficial, pela pandemia de COVID-19 no Brasil, o que está fazendo com que os partidos remodelem suas estratégias de pré-campanha. O Tribunal Superior Eleitoral (TSE) autorizou os partidos a realizarem as convenções para escolha de candidatos aos escrutínios por meio de plataformas digitais de transmissão, para evitar aglomerações que possam proliferar o coronavírus. Alguns partidos recorreram a mídias digitais para lançar suas pré-candidaturas. Além disso, a partir deste pleito, será colocada em prática a Emenda Constitucional 97/2017, que proíbe a celebração de coligações partidárias para as eleições legislativas, o que pode gerar um inchaço de candidatos ao legislativo.

## Candidatos
Disputaram o cargo de prefeito na Eleição municipal de Betim em 2020 oito candidatos.
| Candidato(a) a prefeito(a) | Candidato(a) a vice-prefeito(a) | Nº | Coligação/Partido |
| -------------------------- | ------------------------------- | -- | --- |
| Maria do Carmo PT          | Edson Soró PT                   | 13 | Sem coligação |
| Dr. Xaropinho MDB          | Dr. Neilton MDB                 | 15 | Sem coligação |
| Dr. Vinícius REDE          | Fabricio Freire REDE            | 18 | Sem coligação |
| Zulu PCB                   | Dogival Alcantra PCB            | 21 | Sem coligação |
| Fernando Mendonça PRTB     | Igor Gomes PRTB                 | 28 | Sem coligação |
| Gabriela Clemente PSOL     | José Manguinho PSOL             | 50 | Sem coligação |
| Vittorio Medioli PSD       | Cleusa Lara PSL                 | 55 | Betim do Bem CIDADANIA, PV, PTC, PATRIOTA, PSD, PC do B, AVANTE, REPUBLICANOS, PTB, PL, PSC, PROS, DEM, PP, PSL, PODE |
| Junio Araújo Solidariedade | Júlia Pego PSB                  | 77 | Renova Betim Solidariedade, PDT, PMN, PSB                                                                             |

## Resultados

### Prefeito
| Candidato(a)             | Vice                   | 1º turno 15 de novembro de 2020 | 1º turno 15 de novembro de 2020 |
| Candidato(a)             | Vice                   | Total                           | Percentagem                     |
| ------------------------ | ---------------------- | ------------------------------- | ------------------------------- |
| Vittorio Medioli (PSD)   | Cleusa Lara (PSL)      | 153.144                         | 76,34%                          |
| Maria do Carmo (PT)      | Edson Soró (PT)        | 28.906                          | 14,41%                          |
| Dr. Vinícius (REDE)      | Fabricio Freire (REDE) | 7.136                           | 3,56%                           |
| Junio Araújo (SD)        | Júlia Pego (PSB)       | 6.158                           | 3,07%                           |
| Dr. Xaropinho (MDB)      | Dr. Neiton (MDB)       | 1.930                           | 0,96%                           |
| Gabriela Clemente (PSOL) | José Manguinho (PSOL)  | 1.765                           | 0,88%                           |
| Fernando Mendonça (PRTB) | Igor Gomes (PRTB)      | 1.192                           | 0,59%                           |
| Zulu (PCB)               | Dogival Alcantra (PCB) | 366                             | 0,18%                           |

| Total de votos válidos | Total de votos válidos | 200.597 | 87,33% |
| ---------------------- | ---------------------- | ------- | ------ |
| → Votos em branco      | → Votos em branco      | 10.491  | 4,57%  |
| → Votos nulos          | → Votos nulos          | 18.607  | 8,10%  |
| Total de inscritos     | Total de inscritos     | 229.695 | 100%   |

Fonte: TSE

### Vereadores
Vinte e três vereadores foram eleitos na Eleição municipal de Betim em 2020.
| Eleitos                          | 1º turno 15 de novembro de 2020 |
| Eleitos                          | Total                           |
| -------------------------------- | ------------------------------- |
| Dudu Braga (PV)                  | 3.938                           |
| Roberto da Quadra (Patriota)     | 3.821                           |
| Léo Contador (DEM)               | 3.507                           |
| Klebinho Rezende (PROS)          | 3.360                           |
| Tiago Santana (PCdoB)            | 2.879                           |
| Professor Wellington (PSC)       | 2.777                           |
| Gregório Silva (PROS)            | 2.771                           |
| Marquinho Rodrigues (PV)         | 2.766                           |
| Angela Maria (Republicanos)      | 2.655                           |
| Daniel Costa (PT)                | 2.490                           |
| Claudinho (PSD)                  | 2.332                           |
| Professor Alexandre Xereu (PROS) | 2.293                           |
| Irani Maritaca (DEM)             | 2.188                           |
| Junior Trabalhador (PSL)         | 2.170                           |
| Paulo Tekim (PL)                 | 2.111                           |
| Erasmo da Academia (PSD)         | 2.097                           |
| Gilson da Autoescola (Cidadania) | 2.062                           |
| Adélio Carlos (PSC)              | 1.972                           |
| Layon Silva (PSL)                | 1.899                           |
| Zezinho do Carmo (PTB)           | 1.875                           |
| Carlin do Amigão (PTB)           | 1.846                           |
| Rony Martins (Avante)            | 1.515                           |
| Vitor Braz (Republicanos)        | 1.215                           |

| Total de votos válidos | Total de votos válidos | 206.288 | 89,81% |
| ---------------------- | ---------------------- | ------- | ------ |
| → Votos em branco      | → Votos em branco      | 10.092  | 4,39%  |
| → Votos nulos          | → Votos nulos          | 13.315  | 5,80%  |
| Total de inscritos     | Total de inscritos     | 229.695 | 100%   |

Fonte: TSE